# Universidad de Stirling
La Universidad de Stirling es una universidad pública fundada en 1967. Está ubicada en el cinturón central de Escocia, cerca de la ciudad de Stirling, y dentro de la finca amurallada del castillo de Airthrey. Cuenta con cuatro facultades, una escuela de gestión, una escuela de posgrado y una serie de institutos y centros que abarcan una amplia gama de materias en las áreas académicas de artes y humanidades, ciencias naturales, ciencias sociales y ciencias de la salud y deporte.
El campus universitario tiene una extensión aproximada de 1,5 km² e incorpora el Parque de Innovación de la Universidad de Stirling y el Centro de Demencia. El campus, en las estribaciones de las tierras altas escocesas, a menudo se cita como uno de los más bellos de Reino Unido. Tuvo más de 14,000 estudiantes en el año académico 2016/17 y está hermanado con la Universidad Normal de Hebei, Singapur, con el Instituto de Administración de Singapur, y con universidades de Omán y Vietnam. La universidad cuenta con otros dos campus: en Inverness y Stornoway.

## Historia
Stirling fue la primera universidad levantada en Escocia durante casi 400 años. El lugar se eligió de entre una lista de posibles ciudades candidatas, como Falkirk, Perth o Inverness. El autor del estudio, que recomendó una ampliación del número de universidades de Reino Unido, Lionel Robbins, fue nombrado primer canciller de la universidad en 1968. En 1967 se habían terminado algunos de los edificios, como el pabellón que alojaría al director de la universidad, Tom Cottrell, realizado por los arquitectos Morris y Steedman.

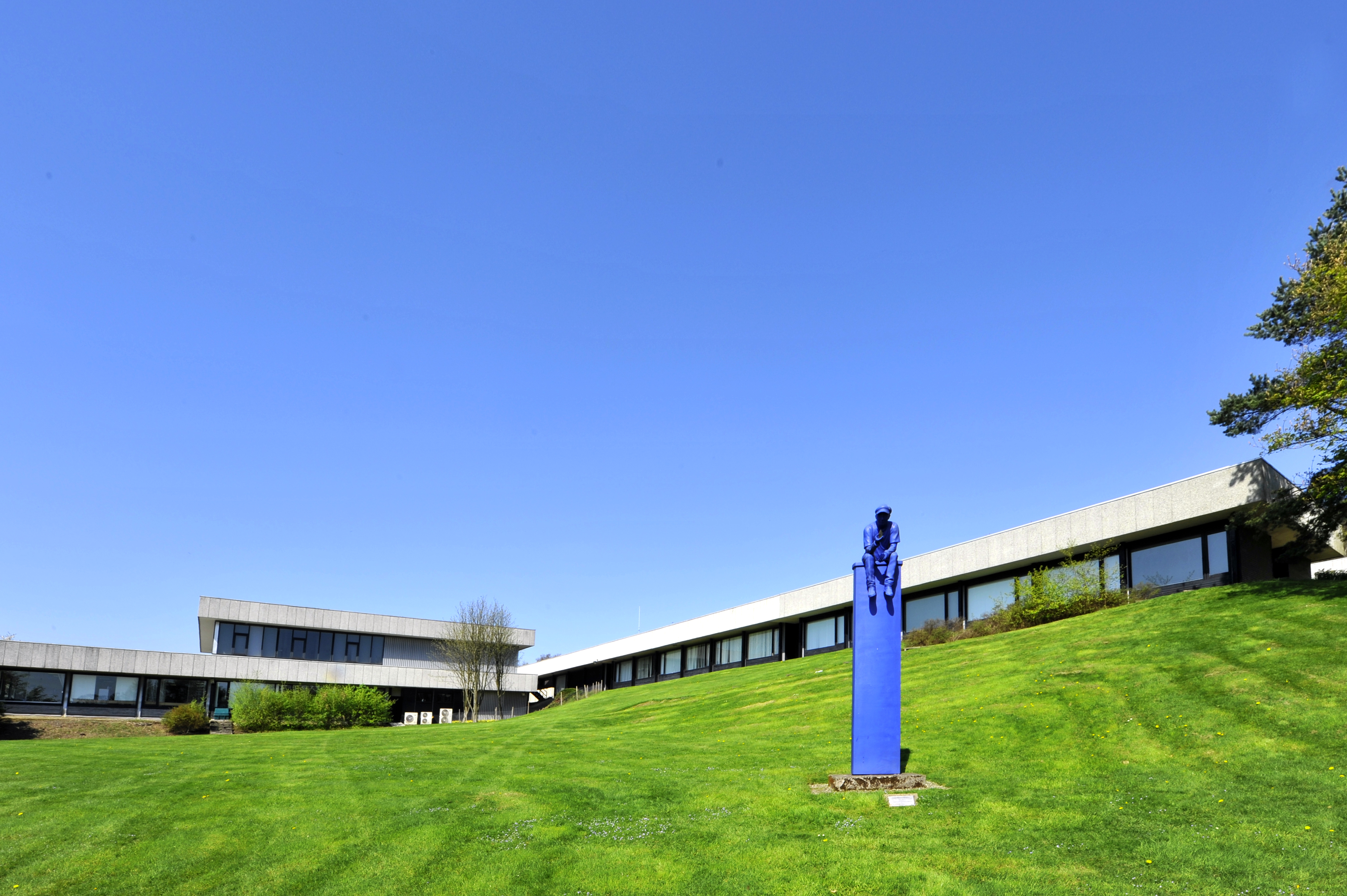
Edificio construido en 1967.

El edificio principal del complejo, el Edificio Pathfoot, se terminó en 1968 y alojaba aulas, anfiteatros, oficinas y departamentos, además de la 'sala de exposiciones' en la que se muestra una colección de arte escocés contemporáneo. El edificio se amplió en 1979 para incluir un acuario tropical y en 1987 para levantar una unidad de virología asociada al Instituto de Acuicultura de la universidad. En 1993, el edificio Pathfoot fue seleccionado por la organización DoCoMoMo como uno de los sesenta monumentos escoceses clave en la era de la posguerra. 
En 1970, se comenzó a construir lo que posteriormente se llamó el Edificio Cottrell, en memoria del primer director de la universidad. Comprende dos edificios paralelos con corredores cruzados y jardines con patio intercalados. El edificio alberga hoy la mayor parte de la administración de la universidad, anfiteatros de conferencias, oficinas departamentales, aulas y laboratorios. La biblioteca de la universidad, el atrio y el centro MacRobert se encuentran en un edificio contiguo, el edificio Andrew Miller, que se terminó en 1971. También se levantó un departamento de estudios Empresariales en 1982. El Instituto de Acuicultura abrió el mismo año y en 1983  se favoreció la instalación de los laboratorios Wang.

## Campus

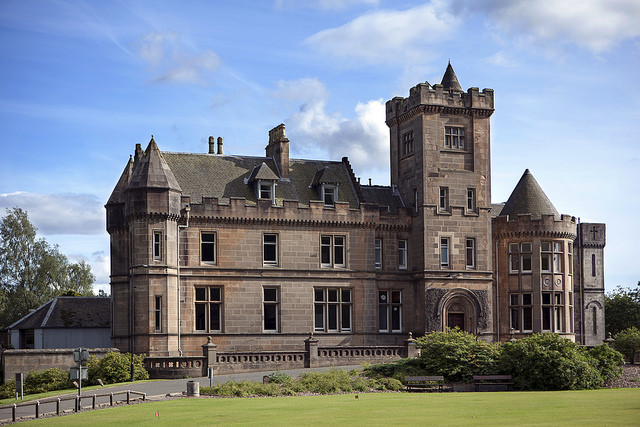
Castillo de Airthrey

El campus de la Universidad cuenta con más de 1,5 km² de terreno y está situado a 3 km de Stirling, cerca de la ciudad de Bridge of Allan. Está situado en el sitio de la histórica finca Airthrey, que incluye el castillo de Airthrey, del siglo XVIII, diseñado por Robert Adam y rodeado de los bosques de Hermitage y Airthrey Loch. El edificio Andrew Miller incorpora un atrio, que contiene varia tiendas, una librería y un banco. Este edificio une la Biblioteca y el Sindicato de Estudiantes del Centro Robbins y tiene puentes de conexión con el Edificio Cottrell, las residencias de estudiantes del campus y el Centro de Artes MacRobert.

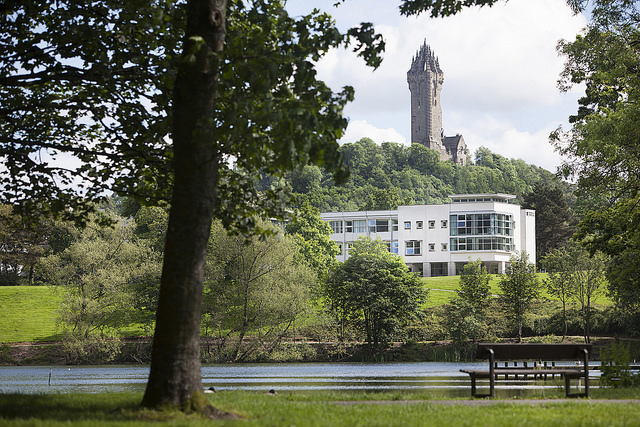
Airthrey Loch, edificio Cottrell y monumento a Wallace.

 La biblioteca cuenta con más de 500,000 volúmenes y 9,000 revistas especializadas. Alberga, entre otros, el archivo privado del novelista Patrick McGrath. o del cineasta Norman McLaren.

### Alojamiento

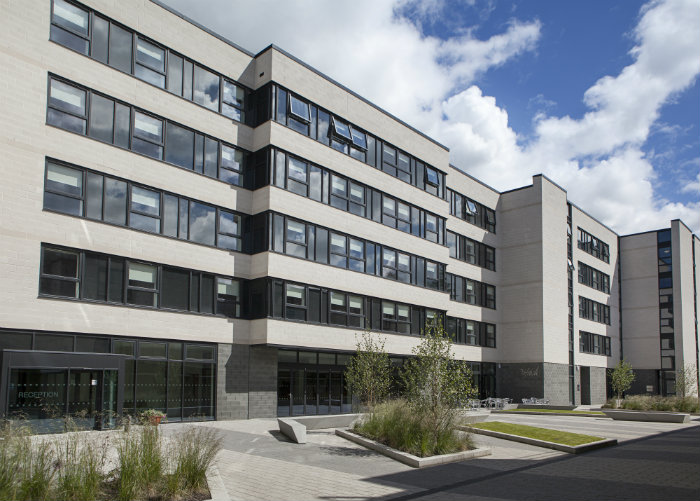
Willow Tribunal, Salas de Residencia

La Universidad de Stirling tiene capacidad para alojar a casi 3,000 estudiantes en más de 20 edificios, dentro y fuera del campus. 2,000 habitaciones están situadas en el campus, de las que 800 fueron construidas recientemente.

### Instalaciones de deporte

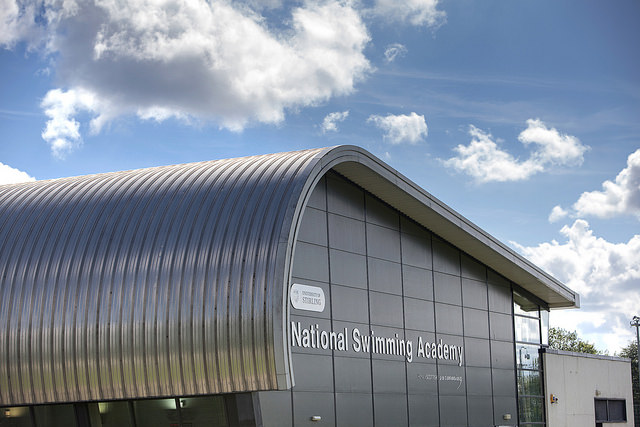
Academia de Natación nacional

La Universidad tiene una amplia gama de instalaciones deportivas que incluyen un campo de golf de 9 hoyos, una piscina de 50 metros terminada en 2001 como parte de la Academia Nacional de Natación, asociación entre la Universidad, Federación escocesa y Federación británica. El centro deportivo también alberga el Centro Nacional de Tenis de Gannochy, canchas de bádminton y squash, un centro de fitness, centro de fuerza y acondicionamiento, salas de deportes y campos de juego. La universidad ofrece becas para cinco deportes: fútbol, golf, natación, tenis y triatlón, los cuales atienden a atletas estudiantiles para preparar la competición internacional.

### Otros campus
La universidad tiene otros campus en Inverness y Stornoway que se han especializado en Enfermería y Medicina. El campus de Highland está en las afueras de Inverness dentro de los terrenos del Hospital Raigmore. El campus cuenta con instalaciones de enseñanza especialmente diseñadas y alojamiento estudiantil. La Biblioteca de Ciencias de la Salud de Highland también se encuentra en este campus y atiende tanto a los estudiantes y al personal de la Universidad, como a los empleados de NHS Highland y sus asociados. El campus de Western Isles se encuentra en Stornoway y el alojamiento de enseñanza forma parte del Hospital Western Isles. Este es un campus pequeño y también cuenta con alojamiento estudiantil en los alrededores del hospital.

### Programas internacionales
La Universidad tiene programas de grado internacionales con varios países, como Singapur, Omán y Vietnam.

## Administración
En agosto de 2016, la universidad se reestructuró en cuatro facultades, más la Escuela de Administración y la Escuela de Grado. Los estatutos de la Universidad rigen su funcionamiento, más allá de la Carta Real que la creó. El Tribunal de la Universidad es el órgano rector de la Universidad y el Consejo Académico se ocupa de los asuntos académicos. El Director de la Universidad, Gerry McCormac, lleva a cabo la gestión diaria de la Universidad. El canciller es James Naughtie. La constitución, las regulaciones académicas y las normas de la Universidad se describen en sus estatutos.

#### Rectores
1. Lionel Robbins  - 1967-1978
2. Harold Montague Finniston  - 1978-1988
3. Robert Bruce Balfour de Burleigh  - 1988-1998
4. Diana Rigg  - 1998-2008
5. James Naughtie  - 2008-2018

#### Directores
1. Tom Cottrell  -1967 a 1973
2. Frederick Holliday[36] (Suplente Principal) - 1973 a 1975 (d. 2016)
3. William Alexander Cramond  -1975 a 1981.[37]
4. Kenneth John Wilson Alexander -1981 a 1986.[38]
5. Arthur (John) Cuarenta -1986 a 1994.
6. Andrew Miller -1994 a 2001.[39]
7. Colin Bell -2001 a 2003
8. Margaret Hallett -2005 a 2010
9. Gerry McCormac -2010 - actualidad.[40]

## Enseñanzas
- Facultad de Ciencias Sociales
  - Ciencias sociales aplicadas
  - Educación
- Facultad de Artes y Humanidades
  - Comunicación, medios y cultura
  - Historia y política
  - Derecho y Filosofía
  - Literatura e idiomas
  - Academia de Diplomacia de Londres
- Ciencias económicas y Finanzas
  - Gestión, trabajo y organización
  - Comercialización y venta minorista
  - Centro para la Educación de Gestión Avanzada
  - Centro de Investigación en Posgrado en Gestión
- Facultad de Ciencias Naturales
  - Acuicultura
  - Ciencias Biológicas y Ambientales
- Ciencias de la Computación y Matemáticas
- Psicología
- Facultad de Ciencias de la Salud y Deporte
  - Deporte
  - Ciencias de la Salud